# Middle Wallop
Middle Wallop är en by i Hampshire, England. Byn är belägen 20 km från Winchester.